# Хутталян
Хутталя́н (также пишется Хуттало́н, Хаттла́н и Хоттла́н) — княжество со столицей в Хульбуке (современный Куляб), существовавшее до VIII века, и историческая область на правом берегу верховья Амударьи, в современном Таджикистане (нынешняя Хатлонская область). Одна из областей Тохаристана. 
Правители региона были известны под титулами «Хутталя́н-шах» («царь Хутталя́на»), «Хутталя́н-худа́» («господа́ Хутталя́на» или «хутталя́нский господи́н») и «ше́р-и Хутталя́н» («лев Хутталяна»).

## Исследование
Хутталян исследуется европейскими учёными с середины XIX века в связи с многочисленными находками куфических и саманидских (и в том числе хуттальских) дирхемов в странах северной и восточной Европы, включая Россию, в составе кладов серебра.

## Территория

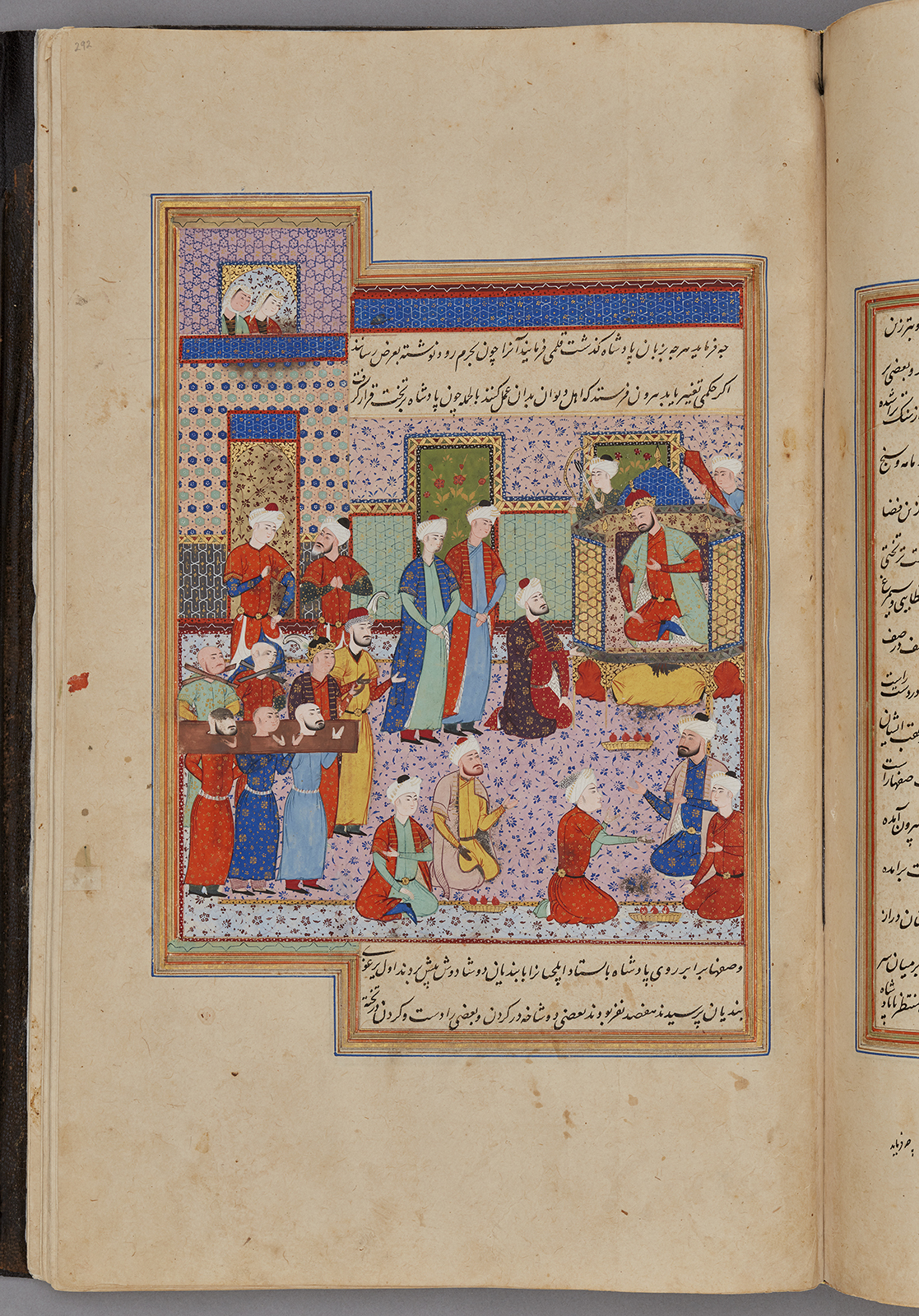
«Пленники и посланники перед правителем Хутталяна». Фолиант из рукописи Нигаристан, Иран, вероятно Шираз, датированный 1573-74 гг.

Согласно сведениям арабо-персидских (таджикских) географических сочинений IX—X вв. (Истахри, Ибн Хаукаля, Худуд аль-алама и др.), Хутталян представлял из себя область между реками Пяндж и Вахш, протянувшуюся от горной области Кумед на севере до слияния этих двух рек на юге. Кроме того, в некоторых источниках ряд районов на левом берегу Пянджа тоже относился к этой области (например, область вокруг города Рустак Бик — современная провинция Рустак на северо-востоке Афганистана). Большинство источников относят Вахшскую область к Хутталю, лишь у Худуд аль-алама эти две области описаны отдельно. Кроме того, известно, что современные Нурекский и Яванский районы, входящие в Хатлонскую область Таджикистана, находились за пределами географических границ исторического Хутталяна. Вхождение в Хутталь территории современного Хуросонского (бывшего Газималикского) района на правом берегу реки Вахш в источниках не упоминается, но Худуд аль-алам сообщает, что главные города Вахшской области Халаверд и Левканд располагались на берегу реки Вахш. Из этого можно предположить, что Хуросонский район был в составе Вахшской области и, следовательно, в составе Хутталяна. Политическое влияние Хутталяна в некоторые периоды распространялось за пределы его географических границ.
Современная Хатлонская область Таджикистана включает бо́льшую часть территории исторического Хутталяна (кроме области Рустак Бик). Это Нурекский, Хуросонский, Яванский и некоторые сопредельные районы.

## После падения Саманидского государства
После гибели Саманидского государства в 999 году Средняя Азия оказалась под властью кочевых тюрок — Караханидов, а Хорасаном завладели Газневиды, до этого подчинявшиеся Саманидам. Конфликт между этими двумя династиями разгорелся за пограничную провинцию Балх, а также соседствующие с ней территории правого берега Амударьи — Хутталян и Чаганиан. В 1008 г. Газневиды вблизи Балха одержали победу в битве над караханидским войском. По итогам этого боя Хутталян и Чаганиан оказались в составе Газневидского государства, под властью Султана Махмуда. Двустишие известного таджикского философа и поэта Насира Хусрава «Бросил под ноги слонам тюрков землю Хатлона» может свидетельствовать, что Махмуд организовал поход в Хутталян, и что в его войска входили боевые слоны. Хутталянцы, видимо, оказали сопротивление, и область была разорена. Газневиды в 1038 г. потеряли Хутталян, его завоевал караханидский правитель Ибрахим ибн Наср, бывший  Бури-Тегин.

## Культура
Хутталян славился высокой музыкальной культурой. Так, в 733 г. оттуда присылали женщин-музыкантш в Китай. Считается, что росписи дворца Хульбук с изображениями уникальных смычковых инструментов подтверждают гипотезы музыковедов об их происхождении из этого региона.
Также, начиная с VI—VIII веков был известен хуттальскими конями, которые отличались красивым экстерьером, стройностью и легкостью в беге. А. М. Беленицкий приводит список китайских и арабских географов, заканчивая Закарья Казвини (XIII в.), приводящих данные о хуттальских лошадях, согласно чему делает вывод о коневодстве как одной из основ местного хозяйства.

## Правители

### Конец VII — середина VIII вв.
Столица Хульбук. Титул правителя - «ше́ри-Хутталя́н».
- аз-Забаль (Шохбол) (ок. 690—735).
- Бадр-тархан (ок. 735—737).
- 737 — арабское завоевание (Асад ибн Абдаллах).

### Ок. 750—948
Столица Хутталь.
- Аббас ибн Баниджур (ок. 750).
- Бик, сын Аббаса.
- Аббас ибн Хашим, кузен Бика.
- Дауд, сын Аббаса ибн Хашима (ок. 847—872).
- Абу Дауд Мухаммед ибн Ахмад, кузен Аббаса ибн Хашима (ок. 873—885).
- Харис ибн Асад, внук Бика (ок. 885—905).
- Абу Джафар Ахмад I, сын Хариса (ок. 905—923, в Балхе с 892).
- Джафар, сын Абу Джафара (ок. 923—930).
- 930 — завоевание Саманидов.
- Ахмад II (ок. 948)[9].